# Verseghi-Nagy Miklós
Verseghi-Nagy Miklós (Budapest, 1967 —)[forrás?] villamosmérnök, menedzser.
A Villamosmérnöki Kar hiradástechnika szakán végzett a Budapesti Műszaki és Gazdaságtudományi Egyetemen,[forrás?] később hittanár szakos diplomát szerzett a Pázmány Péter Katolikus Egyetem képzésén.[forrás?]
Pályája kezdetén telekommunikációs és informatikai vállalatoknál dolgozott. Az Ericsson Magyarország egyik első munkatársa, majd ágazati igazgatója, ezután az IQSYS Zrt. ügyvezető igazgatója volt.
A felsőoktatásban előbb a Semmelweis Innovációs Központ Kft. ügyvezető igazgatói posztját, majd a Semmelweis Egyetem operatív főigazgatói tisztségét töltötte be.
2014-től Szentendre polgármestere, majd 2019-től a Magyarország Barátai Alapítvány és a Motiváció Képzési Központ ügyvezető igazgatója volt.[forrás?]
2023 januárjától 2025 júliusáig a Budapesti Műszaki és Gazdaságtudományi Egyetem kancellárja. 
2025 agusztusától a BME InnoLab Zrt. vezérigazgatója. A BME InnoLab Zrt. feladata többek között az innovációs projektek inkubációja, a BME tudásvagyonának piacra vitele, üzleti hasznosítása, az értékesítési tevékenység, valamint a BME partnerprogram bevezetése.  
Verseghi-Nagy Miklós mesteroktatóként a BME Gazdaság- és Társadalomtudományi Kar Menedzsment és Vállalkozásgazdaságtan Tanszék munkájában is részt vesz.